# Corchorus macropterus
Corchorus macropterus är en malvaväxtart som beskrevs av Gregory John Leach och M. Cheek. Corchorus macropterus ingår i släktet Corchorus och familjen malvaväxter. Inga underarter finns listade i Catalogue of Life.